# Uranothauma nguru
Uranothauma nguru är en fjärilsart som beskrevs av Jan Kielland 1985. Uranothauma nguru ingår i släktet Uranothauma och familjen juvelvingar. Inga underarter finns listade i Catalogue of Life.